# Spogostylum admirable
Spogostylum admirable är en tvåvingeart som först beskrevs av Zaitzev 1977.  Spogostylum admirable ingår i släktet Spogostylum och familjen svävflugor. Inga underarter finns listade i Catalogue of Life.